# 左翼反对派 (乌克兰)
全乌克兰左翼和中左翼政党及社会组织公共协会“左翼反对派”，通称左翼反对派（Левая оппозиция），是乌克兰的一个非法的政治联盟。该联盟成立于2015年6月12日。该联盟由6个政党（乌克兰共产党、乌克兰进步社会党、“基辅罗斯”党、乌克兰工作党、斯拉夫党和“新力量”党）、13个非政府组织以及6名独立人士组成。
乌克兰现有另一个也取名为“左翼反对派”的左翼组织。该组织成立于2011年，主要由托洛茨基主义者组成。该组织指责乌克兰共产党等组建的“左翼反对派”盗用了他们的名称，因为历史上最先使用“左翼反对派”这一名称的是列夫·托洛茨基的支持者。
2022年俄羅斯入侵烏克蘭期間，由於乌克兰国家安全与国防事务委员会指控該黨與俄羅斯有聯繫，烏克蘭政府下令在戒嚴期間暫停其活動。